# Julien Haton de La Goupillière

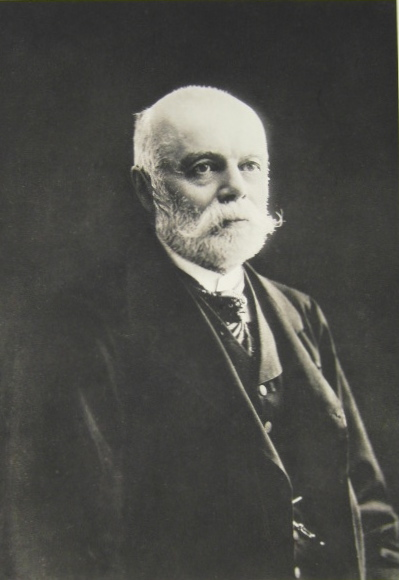
Julien Haton de La Goupillière

Julien Napoléon Haton de La Goupillière (1833 - 1927) a fost un savant francez, care a adus unele contribuții în domeniul matematicii.
În perioada 1888 - 1900, a fost director al Școlii de Mine din Paris.
Între 1888 și 1892 a fost președinte al Societății Matematice din Franța.
A fost decan al Academiei Franceze de Științe.
A stabilit unele proprietăți remarcabile ale curbelor de ecuație:
{\displaystyle \rho ^{m}=a^{n}\cdot \cos n\varphi ,}
numite spiralele sinus și descoperite de Maclaurin.
În 1866 a arătat că podara unei spirale logaritmice în raport cu polul situat în centrul acesteia este tot o spirală logaritmică.
Cu aceste curbe s-a ocupat și René Goormaghtigh în 1928.
1. 1 2 3  Autoritatea BnF, accesat în 10 octombrie 2015
2. 1 2 3  Comité des travaux historiques et scientifiques
3. ↑  de LA GOUPILLIÈRE Julien Napoléon Haton, annuaire prosopographique: la France savante, accesat în 9 octombrie 2017
4. ↑  Czech National Authority Database, accesat în 1 martie 2022